# Minniza graeca
Minniza graeca är en spindeldjursart som först beskrevs av Ludwig Carl Christian Koch 1873.  Minniza graeca ingår i släktet Minniza och familjen Olpiidae. Inga underarter finns listade i Catalogue of Life.